# Cognitive Passport
Cognitive Passport — система распознавания и ввода данных из документов, удостоверяющих личность, разработанная российской компанией Cognitive Technologies.

## Возможности
Система поддерживает распознавание паспорта гражданина РФ, загранпаспорта гражданина РФ, загранпаспорта гражданина РФ нового поколения (биометрический загранпаспорт), водительское удостоверение (пластиковая карта и ламинированные), страховое свидетельство обязательного пенсионного страхования, паспорт иностранного гражданина.
Имеет программный интерфейс (API) для интеграции со сторонними программно-аппаратными комплексами: пропускными системами, системами безопасности, СКУД.
Возможности API расширяются поддержкой технология GPGPU CUDA компании nVidia, что позволяет перенести трудоёмкие операции по обработке изображения и распознаванию данных с него на графические процессоры ускорителей семейства GeForce.
По утверждению разработчиков, является первым в России программным продуктом, способным обрабатывать документы, выполненные на гербовой бумаге. Такие документы сложны для распознавания, так как сложный графический фон («водяные знаки») является серьёзной помехой.

## Ограничения
Изображение исходного документа может быть получено только со сканера. Изображение с док-камеры не подлежит распознаванию.